# Balanophyllia elongata
Espèce
Statut CITES
Balanophyllia elongata est une espèce de coraux appartenant à la famille des Dendrophylliidae.